# Gamtoosrivier
De Gamtoosrivier is een rivier in de provincie Oost-Kaap van Zuid-Afrika.
De rivier ontstaat op het punt waar de Kougarivier en de Grootrivier samenkomen even ten westen van Andrieskraal en mondt hemelsbreed zo'n 50 km daarvandaan uit in de Indische Oceaan bij Gamtoosmond. De rivier passeert Andrieskraal, Patensie en Hankey. Hoewel de Gamtoos zelf maar 50 km lang is, ontvangt de rivier water via de Groot- en Kougarivieren van bronnen die 500 km verwijderd liggen. De benaming houdt zich dus niet aan de regel dat de langste tak de naam van de rivier bij de monding draagt. Deze Grootrivier moet niet verward worden met de Grootrivier die in de Olifantsrivier van de Kleine Karoo uitkomt.
Voor een deel stroomt de rivier door het Zuurveldstruikgewas.

- Virtual International Authority File: 315165316